# Ramon Folch Frigola
Ramon Folch Frigola (Reus, 4 d'octubre de 1989) és un futbolista professional català que juga com a migcampista pel Reus Futbol Club Reddis.

## Carrera esportiva
Folch va debutar com a sènior amb el CA Roda de Barà a la Primera Catalana. L'estiu de 2008 va signar contracte amb l'FC Vilafranca de la mateixa categoria, i la següent temporada va representar el Cambrils UCF.
El juliol de 2010, Folch va firmar amb el CF Amposta de Tercera Divisió. Després de jugar-hi com a titular, va marxar a la UB Conquense el juliol de 2012, i l'equip va aconseguir l'ascens a Segona Divisió B.
L'11 de juliol de 2013, Folch va signar amb e CF Reus Deportiu, club al qual ja havia representat en categories inferiors. Va renovar el seu contracte el 14 de juny de l'any següent, i va jugar 38 partits durant la temporada 2015–16 en què l'equip assolí l'ascens a la Segona Divisió per primer cop en la seva història.
Folch va debutar com a professional el 20 d'agost, com a titular en una victòria per 1–0 a fora contra el RCD Mallorca. Va marcar el seu primer gol com a professional el 25 de setembre, el primer en un empat 1–1 a casa contra el Rayo Vallecano.
El 26 de novembre de 2016, Folch va marcar un doblet en un empat 2–2 contra el Reial Saragossa. El següent 30 de juny, va signar un contracte per dos anys amb el Reial Oviedo, també de segona divisió.
El juny de 2019 va arribar a un acord amb el Real Oviedo per rescindir el contracte i va signar per l'Elx FC, equip també de la segona divisió espanyola. Va contribuir amb un gol i 36 partits (inclosos els play-offs) en la seva primera temporada, en què l'equip va pujar a La Liga.
Folch va debutar a la màxima categoria amb 30 anys, el 30 de setembre de 2020, substituint Raúl Guti a les darreries del partit en una victória per 1–0 a fora contra la SD Eibar. Sis dies després, però, fou cedit al CD Tenerife de segona divisió per la temporada 2020–21.
El 17 de juliol de 2021, Folch signa amb el CE Sabadell de la Primera RFEF.